# Baryscapus aligarhensis
Baryscapus aligarhensis är en stekelart som först beskrevs av Muhammad Sharif Khan och Shafee 1981.  Baryscapus aligarhensis ingår i släktet Baryscapus och familjen finglanssteklar. Inga underarter finns listade.